# الحمل عالي الخطورة
يسمى الحمل عالي الخطورة عندما يترافق بخطورة عالية على صحة الأم أو الجنين بالمقارنة مع الحمل الطبيعي. لا توجد دلائل إرشادية للتمييز بين حالات الحمل مرتفع الخطورة والحمل منخفض الخطورة، تترافق بعض حالات الحمل مع خطورة أعلى على صحة الأم والجنين. تصنف حالات الحمل عالي الخطورة إلى ثلاثة نماذج رئيسية: الحالات الصحية التي تصيب الأم قبل الحمل، والحالات الصحية التي تصيب الأم أثناء فترة الحمل، وبعض الحالات الصحية التي تصيب الجنين.

## الأسباب
العوامل المتعلقة بالأم
يعتبر الحمل عالي الخطورة في الحالات الصحية التالية:
- العمر

الأعمار المتقدمة، يصنف الحمل لدى النساء اللواتي تزيد أعمارهن عن 35 عامًا (كبيرات السن) من الحمول عالية الخطورة، قد يكون الحمل الأول لدى النساء في هذه الفئة العمرية طبيعيًا، ولكنه يحمل خطورة أعلى لحدوث الإجهاض خلال الثلث الأول من الحمل، والشذوذات الصبغية الجنينية، وتحدد نمو الجنين داخل الرحم. يترافق الحمل لدى كبيرات السن بخطورة أعلى لحدوث العيوب الصبغية الجنينية وخاصة متلازمة داون (تثلث الصبغي 21) ومتلازمة باتو (تثلث الصبغي 13). يترافق حدوث هذه الشذوذات الصبغية بازدياد خطورة الإجهاض خلال الثلث الأول من الحمل. لم تعرف حتى الآن العلاقة بين عمر الأم ودوره بحدوث تحدد النمو داخل الرحم، وغالبًا ما يعزى إلى خلل وظيفة المشيمة.
الأعمار الصغيرة، يترافق حمل المراهقات مع الإصابة بفقر الدم، والولادة المبكرة، وولادة جنين منخفض وزن الولادة.
- ارتفاع الضغط المزمن

تبلغ نسبة المصابات بارتفاع التوتر الشرياني في الولايات المتحدة ب 1669 من كل 100 ألف حمل بحسب تقديرات مركز السيطرة على الأمراض والوقاية منها.
يترافق ارتفاع التوتر الشرياني مع حدوث ما قبل الإرجاج، وتحدد النمو داخل الرحم، والولادة المبكرة، ولذلك يعتبر ارتفاع التوتر الشرياني عامل خطر للحمل عالي الخطورة. لم يعرف حتى الآن دور ارتفاع التوتر الشرياني بزيادة خطورة الحمل، يعتقد أن ارتفاع التوتر الشرياني يؤدي إلى انخفاض الجريان الدموي إلى المشيمة، يؤدي انخفاض الجريان الدموي إلى الجنين إلى تحدد النمو داخل الرحم وزيادة الخطورة لحدوث ما قبل الإرجاج، والولادة المبكرة.
- السكري مسبق الوجود

تحمل مريضات السكري الموجود قبل الحمل خطورة أعلى لحدوث إجهاضات متكررة خلال الأسابيع الأولى من الحمل، والشذوذات الخلقية لدى الجنين كالعيوب القلبية الخلقية، وعيوب الأنبوب العصبي. لم تفهم العلاقة بين ارتفاع سكر الدم وحدوث هذه العيوب الخلقية وهي الآن قيد الدراسة. يترافق السكري أيضًا مع ازدياد الوزن عند الولادة أو ما يعرف بعملقة الجنين، وازدياد خطورة الولادة المبكرة. تؤدي عملقة الجنين إلى زيادة احتمال أذية الضفيرة العضدية نتيجة عسر ولادة الكتف أثناء الولادة المهبلية.
- أمراض القلب

تحدث زيادة بحجم الجريان الدموي أثناء فترة الحمل، وتؤدي إلى زيادة خطورة المضاعفات القلبية لدى النساء المصابات بأمراض القلب
- الأمراض المناعية الذاتية

### العوامل المتعلقة بالجنين
تؤدي بعض الحالات التي تصيب الجنين في مرحلة التطور إلى زيادة خطورة الحمل، يجب أن تحظى هذه الحالات بعناية خاصة أثناء فترة الحمل، يعالج الجنين داخل الرحم لتقليل نسبة المراضة والوفيات. تتضمن الحالات الشائعة المتعلقة بالجنين والتي تؤدي إلى حمل عالي الخطورة ما يلي:
- العيوب الخلقية.
- الحمل المتعدد.
- تحدد نمو الجنين.

### العوامل المتعلقة بالحمل
تؤدي بعض الحالات الصحية أو المضاعفات التي تتطور أثناء فترة الحمل إلى تصنيفه كحمل عالي الخطورة.
- الحالات التي تتطور أثناء الحمل
  - ما قبل الإرجاج: تتميز متلازمة ما قبل الإرجاج بحدوث ارتفاع مفاجئ بضغط الدم لدى النساء الحوامل بعد الأسبوع 20 من الحمل. قد تؤثر هذه المتلازمة على الكليتين والكبد والدماغ. تؤدي هذه المتلازمة إلى وفاة الأم و/أو الجنين في حال عدم المعالجة.
  - الإرجاج: الإرجاج هو المرحلة التالية الأكثر شدة لما قبل الإرجاج، يتميز بحدوث الاختلاجات وفقدان الوعي.
  - متلازمة هيلب.[8]
  - السكري الحملي: يشخص السكري الحملي إذا تطور لأول مرة أثناء فترة الحمل. تكمل معظم النساء حملهن بشكل طبيعي في حال تمكنّ من تدبير السكري الحملي بشكل جيد، يتحقق هذا باتباع نظام غذائي وخطة معالجة بإشراف مزود الرعاية الصحية. يترافق السكري الحملي غير المضبوط مع زيادة خطر المضاعفات حول الولادة كالولادة المبكرة، وما قبل الإرجاج، والمضاعفات المرافقة لارتفاع التوتر الشرياني أثناء الحمل. تشير بعض الدراسات إلى احتمال ترافق السكري الحملي مع بعض المضاعفات طويلة الأمد كالسكري من النمط الثاني لدى الأم والبدانة المستقبلية لدى الجنين.[9]

- مدة الحمل
  - الولادة المبكرة: هي الولادة قبل الأسبوع 37 من الحمل.
    - انبثاق الأغشية الباكر.

  - تأخر موعد الولادة (الحمل المديد): الولادة بعد الأسبوع 42 من الحمل.
- المشيمة: توجد المشيمة داخل الرحم وتؤمن تبادل المواد الغذائية، والأوكسجين، والفضلات بين الأم والجنين. أي خلل يصيب هذا الاتصال بين الأم والجنين يعرض الحمل لمزيد من الخطورة والمضاعفات التي تتطلب تقنيات رعاية خاصة.[10][11]
  - انفصال المشيمة الباكر.
  - المشيمة الملتصقة.
- الانتانات: تنتقل بعض الانتانات من الأم إلى الجنين وتؤهب لبعض المضاعفات الحملية. قد تنتقل الانتانات الفعالة أثناء الحمل من الأم إلى الجنين عبر المشيمة. يتعرض الجنين فور ولادته إلى العوامل الممرضة الموجودة في القناة المهبلية وقد يتعرض لهذه العوامل الممرضة أثناء الإرضاع. تؤدي بعض الانتانات التي تصيب الجنين أثناء الحمل إلى حدوث الإجهاض المتكرر وقد تؤثر على نمو الجنين وتطوره. تتضمن الانتانات التي تحدث أثناء الحمل عدوى المكورات العقدية المجموعة ب، والتهاب المهبل البكتيري، والعدوى المهبلية الفطرية، وفيروس زيكا. يندر حدوث هذه الانتانات ولكنها تترافق مع معدل مراضة ووفيات مرتفع لدى الأجنة وخاصة في حال وصولها إلى الجهاز العصبي. قد تؤدي إصابة النساء الحوامل بفيروس كوفيد 19 إلى بعض المضاعفات الخطيرة مثل ما قبل الإرجاج.[12][13]

- متلازمة نقل الدم الجنيني.[14]

## التدبير
يعتمد تدبير حالات الحمل عالي الخطورة على الأسباب، ويختلف تبعًا لكل حالة مرضية. يتضمن تدبير بعض الحالات ما يلي:
داء السكري: يوصى بمراقبة نسبة السكر في الدم باستخدام أجهزة القياس المنزلية. ينصح أيضًا بالمعالجة الطبية الغذائية والمعالجة بالأنسولين والأدوية الفموية الخافضة لسكر الدم.
- ارتفاع الضغط المزمن: ينصح باستخدام خافضات الضغط الآمنة لمعالجة فرط التوتر الشرياني أثناء فترة الحمل. ينصح باستخدام جرعة منخفضة من الأنسولين لدى النساء الحوامل المصابات بارتفاع الضغط المزمن أو اللواتي يحملن خطورة لحدوث ما قبل الإرجاج.[16]
- العيوب الخلقية: يعتمد تدبير العيوب الخلقية على نوعها، تتطلب بعض العيوب الخلقية التدبير أثناء فترة الحمل لتجنب الأذية طويلة الأمد، يتطلب تدبير رتق الدسام الرئوي مع الحاجز القلبي السليم تركيب قثطرة قلبية جنينية. يمكن إصلاح القيلة النخاعية أيضًا أثناء الحمل. تراقب بقية الحالات أثناء فترة الحمل وتعالج فور الولادة مثل متلازمة القلب الأيسر الناقص التنسج.[17]
- الحمل المتعدد: يجب مراقبة وتدبير المضاعفات المرافقة للحمل المتعدد كالولادة المبكرة. لا توجد أدلة كافية لتقييم فعالية الرعاية المتخصصة السابقة للولادة ودورها في تقليل المضاعفات لدى الأم والجنين.[18]
- الانتانات: تعتبر الرعاية المبكرة والمنتظمة غايةً في الأهمية، يجب استشارة مزود الرعاية الصحية حول بعض الخيارات الوقائية أو العلاجية، كالوقاية باستخدام الأدوية أو اللقاحات، والمعالجة باستخدام الصادات الحيوية المناسبة (علاج الزهري الخلقي) أو المعالجة باستخدام مضادات الفطور. تشمل الخيارات الأخرى للوقاية من انتقال العدوى إلى الجنين اللجوء إلى الولادة القيصرية.[19][20]